# 風色幻想II～aLIVE～
《風色幻想Ⅱ～aLIVE》由弘煜科技事业股份有限公司于2002年发售的角色扮演游戏，是风色幻想系列作中唯一一款角色扮演游戏。

## 登场人物

### 圣灵都市&旅团
- 温迪妮
- 莉芙
- 焰
- 艾雷斯
- 杰诺

### 炎狼反叛军
- 沙迪克
- 亚修
- 卡琳
- 裘卡
- 西尔迪

### 伦王国军
- 席恩
- 凡妮亚
- 美羽
- 索罗
- 穆犽

### 神上界
- 光辉女神
- 精灵之王-伊札